# Asz-Szujuch (Idlib)
Asz-Szujuch (arab. الشيوخ) – wieś w Syrii, w muhafazie Idlib. W 2004 roku liczyła 331 mieszkańców.